# 烏拉！

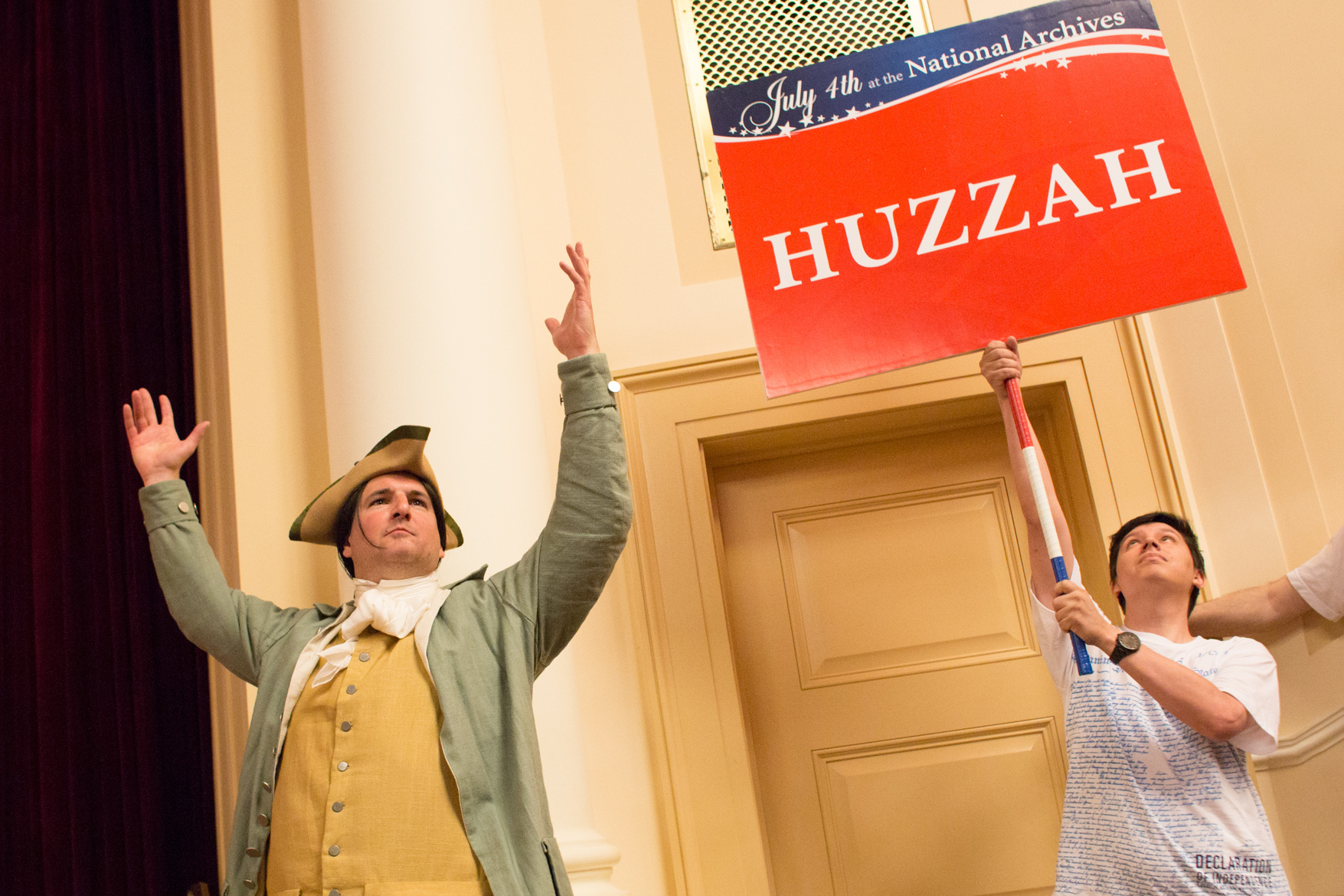
「Huzzah」在美國獨立日的标语上

烏拉！（俄語：Ура!）是蘇聯和俄羅斯軍人在閱兵時發出的戰吼聲音，用來表示必勝信心，此外它也有喜悅、高興之意。除了俄语，其他語言中也有類似的發音和含義，例如德语的hurrah、英语的hooray、hurrah、huzzah、hooah以及法语的hurrah。根据《俄罗斯联邦武装部队章程》，如果上级指挥官向士兵表示祝贺以及上級向部隊士兵頒發戰旗時，士兵要發出三声「烏拉」作為回应。

## 使用

### 起源和軍事用途
人类学家杰克·魏泽福認為，英文的huzzah是来自蒙古语中的Huree，並由蒙古军人使用，13世纪蒙古帝国擴張時Huree传播到全世界。它和阿们以及哈利路亚一樣是一種讚美詞，在人們演讲或祈祷结束时會說出這個詞。